# Ariadna laeta
Ariadna laeta là một loài nhện trong họ Segestriidae.
Loài này thuộc chi Ariadna. Ariadna laeta được Tord Tamerlan Teodor Thorell miêu tả năm 1899.